# VI. Pál pápa
VI. Pál pápa (szül: Giovanni Battista Enrico Antonio Maria Montini) katolikus nevén Szent VI. Pál (Concesio, Brescia megye, 1897. szeptember 26. – Castel Gandolfo, 1978. augusztus 6.) római pápa 1963 és 1978 között. 
A Pál nevet felvéve eltökélt volt, hogy Pál apostolhoz hasonlóan a pápasága során az evangéliumot az egész világon el fogja terjeszteni. Pápai első üzenetében, megválasztása másnapján, ismertette programját: folytatni a II. vatikáni zsinatot, felülvizsgálni a kánonjogot, minden szinten a békéért és az igazságosságért dolgozni, valamint a keresztény egységért.
XXIII. János utódjaként folytatta a második vatikáni zsinatot, és végrehajtotta annak számos reformját. Elősegítette az ökumenikus kapcsolatok javítását az ortodox és protestáns egyházakkal, ami számos történelmi találkozóhoz és megállapodáshoz vezetett. 1964 elején Jordániába repült, ami több mint egy évszázad után először fordult elő, vagyis hogy hivatalban lévő pápa elhagyta Itáliát.

## A korai évek
Giovanni Montini helyi nemesi család fiaként született Concesióban. 1916-ban kezdte meg papi tanulmányait, és 1920-ban szentelték pappá. A Szent Gergely Egyetemen, a Római Egyetemen és az Accademia dei Nobili Ecclesiasticin tanult. 1937-től XI. Piusz pápa államtitkárának, Pacelli bíborosnak a helyetteseként elkísérte őt az 1938-as budapesti eucharisztikus világkongresszusra is. Amikor Pacelli XII. Piusz néven pápa lett, megerősítette Montinit államtitkár-helyettesi pozíciójában, az új államtitkár, Luigi Maglione mellett. Ez utóbbi 1944-es halála után szerepét maga a pápa vette át, Montini továbbra is betöltötte helyettesi posztját.
Tevékenységét némi homály fedi ebből az időszakból; nem pontosan ismert szerepe a Vatikán diplomáciai tevékenységében a második világháború idején. Kritika alapját képezi az Apostoli Szentszék kapcsolata a fasiszta, de németellenes Galeazzo Ciano gróffal, Mussolini (1944 januárjában kivégzett) vejével, a külügyminiszterével. Montinit többen vádolták azzal, hogy a fasisztákkal tárgyalt és előnyöket szerzett tőlük a Vatikán számára, hogy segített magas rangú náciknak elmenekülni a Harmadik Birodalom összeomlásakor. Ugyanakkor nagyobb összegekkel segítette az üldözött európai zsidóságot. A vatikáni kormányzat magas rangú tisztségviselőjeként ekkor Montini XII. Piusz hű támogatója és a korszak egyik legbefolyásosabb embere volt. Meg nem erősített információk szerint Montini és Alcide De Gasperi megpróbáltak találkozót összehozni Maria José belga hercegnő (az olasz király menye, Umbertó piemonti herceg felesége) és az Egyesült Államok vatikáni követe, Myron Taylor között, hogy Olaszország különbékét köthessen az Államokkal; a találkozás azonban nem jött létre.

## Milánó érsekeként
1954-ben Montini a Milánói főegyházmegye érseke lett. A hagyomány szerint ezt a rangot az kapja meg, akit a pápa bíborossá szándékozik kinevezni, amint üresedés van a bíborosok sorában. Sokak meglepetésére XII. Piusz nem nevezte ki Montinit bíborossá (nem volt köztudott, hogy az 1952-es titkos konzisztóriumon ő nem fogadta el a kinevezést). Bár sokan XII. Piusz későbbi örökösének tekintették, Montini, mivel nem volt bíboros, nem követhette Piuszt a pápai trónon, így annak halála után (1958) Angelo Roncalli bíboros lett az új pápa XXIII. János néven, aki viszont szinte azonnal bíborosi rangra emelte Montinit.

## Pápasága
Montini bíborost mindenki János pápa leendő utódjának tekintette. Támogatta János döntését a második vatikáni zsinat összehívásában. Amikor János 1963-ban elhunyt, Montini lépett a pápai trónra VI. Pál néven. Az ő uralma alatt fejeződött be a vatikáni zsinat 1965-ben. Ugyanebben az évben felállította a püspöki szinódust, de két dolgot kivont a hatáskörükből: a papi nőtlenséggel és a fogamzásgátlással kapcsolatos döntéseket; később mindkét témakör nagy port felverő enciklikái témája lett. Feloszlatta a nemesi testőrséget és a palotaőrséget, a Svájci Gárdát megtéve a Vatikán egyedüli fegyveres erejévé.
Ő volt az utolsó pápa, akit a pápai tiarával koronáztak meg; utódja, I. János Pál eltörölte e ceremóniát. VI. Pál tiaráját, amelyet milánói egyházmegyéjétől kapott ajándékba, a Washingtonban álló Szeplőtelen fogantatás Bazilikájának adományozta, az amerikai katolikusok számára.
1977-ben magánkihallgatáson fogadta Kádár Jánost. Sikerrel érte el a templomi hitoktatás engedélyezését, és az utolsó börtönbe zárt szerzetes (Lénárd Ödön) szabadon bocsátását, de a szerzetesrendek újbóli engedélyezését már nem. Nyilatkozata szerint elégedett volt Miklós Imre, az Állami Egyházügyi Hivatal (ÁEH) elnökének tevékenységével is.

## Kanonizációs eljárás
2014. május 10-én az Szentszék bejelentette, hogy VI. Pál pápa boldoggá avatása 2014. október 19-én fog megtörténni, ugyanis Ferenc pápa ehhez megadta hozzájárulását.
2014. október 19-én Ferenc pápa, XVI. Benedek emeritus pápa jelenlétében, délelőtt 10 óra 30 perckor boldoggá avatta egykori elődjüket, VI. Pál pápát, akinek liturgikus ünnepét születése évfordulójában: szeptember 26-ában jelölte meg.
2018. október 14-én, több ezer hívő jelenlétében avatta szentté Ferenc pápa a Szent Péter téren.

## Művei
- Documenta Catholica Omnia (latin nyelven). Cooperatorum Veritatis Societas. [2011. május 20-i dátummal az eredetiből archiválva]. (Hozzáférés: 2011. december 6.)

### Enciklikái
- Ecclesiam suam (1964. augusztus 6.)
- Mense maio (1965. április 29.)
- Mysterium fidei (1965. szeptember 3.)
- Christi Matri (1966. szeptember 15.)
- Populorum progressio (1967. március 26.)
- Sacerdotalis caelibatus (1967. június 24.)
- Humanae vitae (1968. július 25.) – A helyes születésszabályozásról

### Apostoli levelei
- Quarta Sessio (1965. augusztus 28.)
- Postrema Sessio (1965. november 4.)
- Petrum et Paulum Apostolos (1967. február 22.)
- Signum Magnum (1967. május 13.)
- Recurrens mensis october (1969. október 7.)
- Quinque iam anni (1970. december 8.)
- Evangelica Testificatio (1971. június 29.)
- Marialis Cultus (1974. február 2.)
- Nobis in Animo (1974. március 25.)
- Paterna cum benevolentia (1974. december 8.)
- Gaudete in Domino (1975. május 9.) - A keresztény örömről
- Evangelii Nuntiandi (1975. december 8.)